# Ukai Gyokusen
Pour les articles homonymes, voir Gyokusen.
Ukai Gyokusen (1807 - 12 mai 1887) est un pionnier de la photographie au Japon. Bien qu'il soit beaucoup moins connu que ses contemporains Shimooka Renjō et Ueno Hikoma, il est important au titre de premier photographe professionnel japonais à avoir établi un studio photographique à Edo (à présent Tokyo) en 1860 ou 1861.

## Biographie
Ukai naît dans ce qui est de nos jours la ville de Ishioka dans la préfecture d'Ibaraki, cadet de quatre frères. La famille est aisée, le père de Ukai est commissaire des finances pour le daimyo Matsudaira Jijū Yorisaki. Lorsqu'il a treize ans, il est adopté par Mikawaya, le fournisseur de saké d'un autre daimyo, et devient donc marchand. Ukai développe un intérêt pour l'art et les antiquités après sa rencontre avec le peintre bunjinga Tani Bunchō et en 1831 quitte l'industrie du saké pour devenir artiste à plein temps.
Ayant l'intention d'apprendre la technique de la photographie, Ukai se rend en 1859 à Yokohama, l'une des rares villes japonaises à laquelle ont accès les étrangers et donc (avec Nagasaki) l'un des premiers sites de la photographie au Japon. Ukai apprend les rudiments de la photographie du photographe américain Orrin Freeman dont il achète finalement l'appareil photo et le matériel qui va avec. En 1860 ou 1861, il s'installe à Edo et crée un studio qu'il appelle Eishin-dō (影真堂) mentionné dans une publication de la fin de 1861 intitulée Ō-Edo tōsei hanakurabe shohen. En opérant à Edo, une ville qui exclut les étrangers, Ukai se différencie de Shimooka, Ueno et d'autres dont la clientèle est principalement composée des résidents et visiteurs étrangers. Au lieu de cela, Ukai photographie ces quelques Japonais qui savent ce qu'est la photographie et peuvent se permettre de poser pour un portrait. En quelques années, Ukai réussit à produire plus de deux cents portraits de membres de l'aristocratie selon le processus ambrotype. Il ferme son studio en 1867.
En 1879, Ukai travaille pour l'imprimerie du Trésor, voyageant à travers l'ouest du Japon pendant cinq mois avec le directeur de l'Office, inspectant et photographiant des antiquités. Les résultats de cette recherche sont publiés entre 1880 et 1881 sous le titre Kokka Yohō (国華余芳), avec des lithographies réalisées à partir des photographies d'Ukai.
En 1883, Ukai enterre plusieurs centaines de ses négatifs sur verre au cimetière Yanaka  à Tokyo. Un monument placé sur le site comprend des détails biographiques sculptés, complétés quatre ans plus tard au décès d'Ukai qui est lui-même enterré à cet endroit. Les négatifs de verre sont découverts en 1956 et reproduits dans la revue Sun Shashin Shimbun.
Parmi les nombreux ambrotypes japonais non attribués des années 1860 qui nous sont parvenus, certains ont été probablement produits par Ukai. Une photo identifiée comme étant son œuvre est un portrait de Miura Shushin pris en 1863.